# نوده (تالش)
نوده ، روستایی از توابع بخش خورگام شهرستان رودبار در استان گیلان ایران است.

## جمعیت
این روستا در دهستان خورگام قرار دارد و براساس سرشماری مرکز آمار ایران در سال ۱۳۸۵، جمعیت آن 2000 نفر (220خانوار) بوده‌است.